# Auletta tuberosa
Auletta tuberosa är en svampdjursart som beskrevs av Alvarez, van Soest och Rützler 1998. Auletta tuberosa ingår i släktet Auletta och familjen Axinellidae. Inga underarter finns listade i Catalogue of Life.